# AC Oulu 2010

## Rosa
| N. |                      | Ruolo | Calciatore      |
| -- | -------------------- | ----- | --------------- |
| 1  | Finlandia (bandiera) | P     | Jani Luukkonen  |
| 2  | Finlandia (bandiera) | D     | Janne Hietanen  |
| 3  | Finlandia (bandiera) | D     | Niko Kukka      |
| 4  | Finlandia (bandiera) | D     | Juho Meriläinen |
| 5  | Finlandia (bandiera) | D     | Mika Lähderinne |
| 6  | Finlandia (bandiera) | D     | Annti Pehkonen  |
| 7  | Zambia (bandiera)    | C     | Dominic Yobe    |
| 8  | Finlandia (bandiera) | D     | Mika Hänninen   |
| 10 | Zambia (bandiera)    | A     | Donewell Yobe   |
| 11 | Canada (bandiera)    | A     | Frank Jonke     |

| N. |                      | Ruolo | Calciatore                  |
| -- | -------------------- | ----- | --------------------------- |
| 13 | Finlandia (bandiera) | C     | Mika Nurmela                |
| 14 | Finlandia (bandiera) | C     | Jonas Pennanen              |
| 15 | Finlandia (bandiera) | C     | Joni Mäkelä                 |
| 16 | Finlandia (bandiera) | C     | Juha Majava                 |
| 17 | Finlandia (bandiera) | D     | Tommy Kauppinen             |
| 18 | Finlandia (bandiera) | D     | Jarkko Hurme                |
| 19 | Finlandia (bandiera) | A     | Juuso Majava                |
| 20 | Camerun (bandiera)   | A     | Jean Fridolin Ngambe Ngambe |
| 22 | Brasile (bandiera)   | P     | Dennys Rodrigues            |
| 26 | Finlandia (bandiera) | A     | Arttu Siira                 |

### Staff tecnico
- Allenatore: Juha Malinen
- Allenatore in seconda: Pasi Moilanen